# 菜田圣母主教座堂
菜田圣母主教座堂（Cattedrale di Nostra Signora dell'Orto）是罗马天主教的宗座圣殿、天主教基亚瓦里教区的主教座堂，也是一处圣母朝圣地，位于意大利利古里亚大区热那亚广域市基亚瓦里的菜田圣母广场。1904年11月27日，教宗庇护十世将该堂升格为 宗座圣殿。

## 历史
这座教堂是在1610年7月2日圣母玛利亚显灵之后建造的，当时这里曾经是菜园，因此有了菜园圣母的名字。在显灵的地点，当地人建了一座塔柱，上面有圣母玛利亚与圣巴斯弟盎和圣罗格，以抵御1493年和1528年的瘟疫。1613年7月1日教堂奠基，1633年完工。该堂由赤足加尔默罗会管理，1797年，拿破仑征服时期，利古里亚共和国宣告成立，取缔修会，修士们被迫离开教堂。1892年天主教基亚瓦里教区成立后，教宗良十三世将该堂升格为主教座堂。1894年，该堂由基亚瓦里第一任主教福图纳托·维内利主教祝圣。1904年升格为宗座圣殿。庆祝活动在7月2日和3日举行。

## 外观

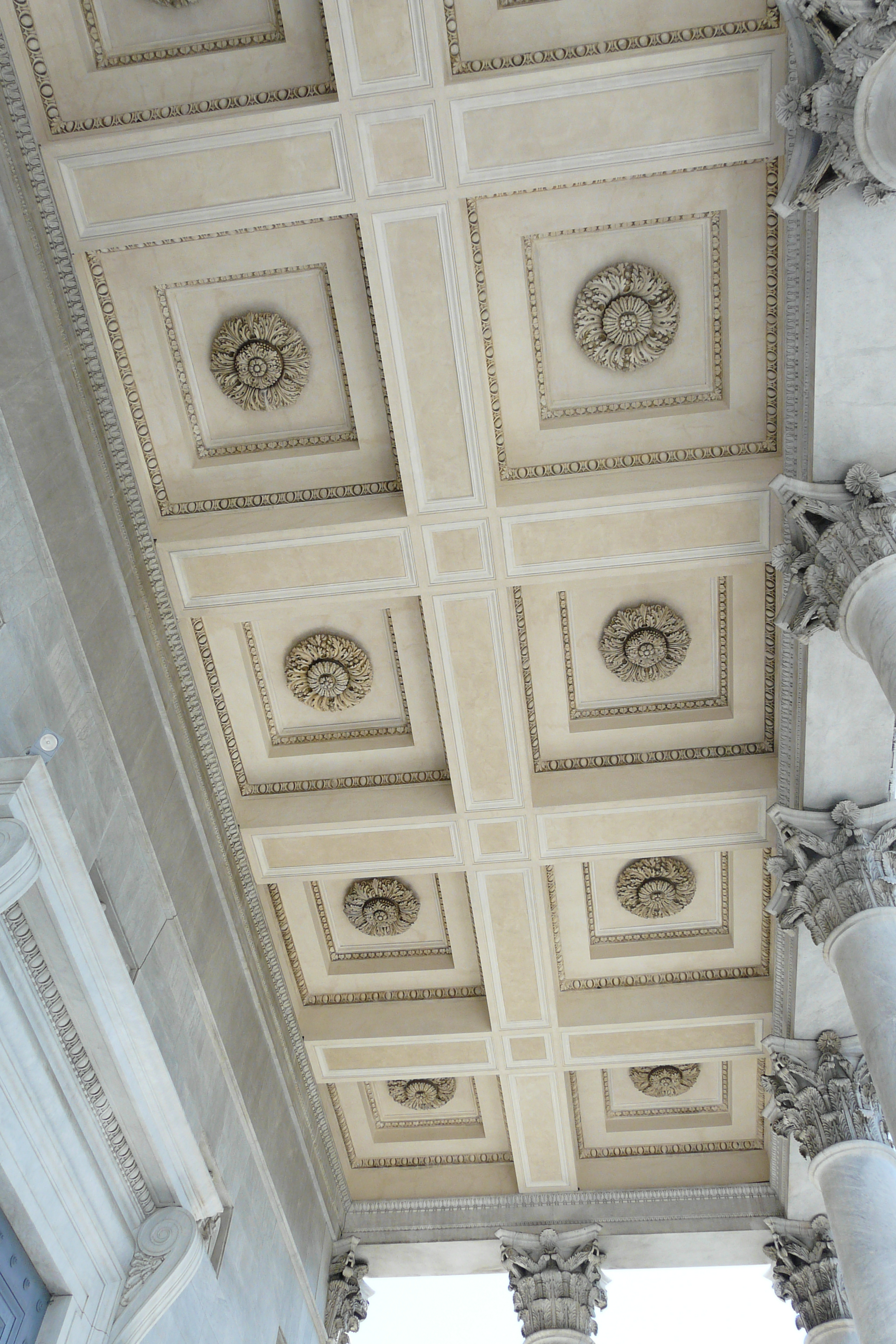

该堂的立面为新古典主义建筑风格，由摩德纳建筑师路易吉·波莱蒂于1836年设计，模仿了罗马万神殿，建于1841-1907年。有八根白色大理石科林斯巨柱。立面完成于1938年，有五块大理石浅浮雕，描绘圣母生平，由雕塑家鲁道夫·卡斯塔尼诺根据建筑师路易吉·达内里的设计完成。

## 内部
该堂为拉丁十字平面，由两排圆拱分隔为三个中殿，上面覆盖圆顶。
堂内有许多具有重要意义和艺术价值的艺术品，比如1627年的正祭台，是建筑师费兰迪诺的作品，以及17世纪的咏经席，来自附近的圣方济各堂。还有著名雕塑家安东·玛丽亚·马拉利亚诺的木版，贝内代托·博尔佐内的祭坛画。1610年的拱顶湿壁画，描绘圣母显现。以及1805年卡洛·巴拉塔绘制的奇亚瓦里旧城堡湿壁画。还有弗朗切斯科·甘多菲的湿壁画可追溯到1868年，乔瓦尼·科波拉的画作可追溯到同一时期。讲道坛、三个中殿的大理石和灰泥，创作于1909年至1910年间 由洛多维科·波利亚吉创作，后殿的两扇大窗户描绘圣巴斯弟盎和圣罗格，制作于1928年，由波利亚吉本人和米兰路易吉·丰塔纳公司的艺术总监科斯坦特·帕尼吉绘制。

## 管风琴
该堂的管风琴由马林建于1969年，有三层手键盘，每层有61个音符，脚踏键盘有32个音符。